# گاراژ اینک.
گاراژ اینک. (به انگلیسی: Garage Inc.‎) آلبومی شامل نسخه بازخوانی خوانندگان مختلف اثر متالیکا است که در ۲۴ نوامبر ۱۹۹۸ منتشر شد. در این آلبوم ترانه‌هایی از گروه بلک سبث، نیک کیو اند د بد سیدز، مرسی‌فول فیت، بلو اویستر کالت، لنرد اسکینرد و باب سیگر خوانده شد.
نام آلبوم از ترکیب عنوان یک آلبوم قدیمی گروه و ترانهٔ «Damage, Inc.‎» از آلبوم عروسک‌گردان درست شده‌است.
| بررسی انتقادی                   | بررسی انتقادی    |
| منبع                            | رتبه‌بندی         |
| ------------------------------- | ---------------- |
| آل میوزییک                      | [ ۱ ]            |
| کالکتور گایدز او هوی متال       | 8/10             |
| اینساکلوپدیا آو پاپیولار میوزیک | [ ۳ ]            |
| ویکلی اینترتینمنت               | B−               |
| کیو                             | [ نیازمند منبع ] |
| رولینگ استونز                   | [ ۵ ]            |